# Kolacherry
Kolacherry es una ciudad censal situada en el distrito de Kannur en el estado de Kerala (India). Su población es de 17095 habitantes (2011). Se encuentra a 11 km de Kannur.

## Demografía
Según el censo de 2011 la población de Kolacherry era de 17095 habitantes, de los cuales 7847 eran hombres y 9248 eran mujeres. Kolacherry tiene una tasa media de alfabetización del 93,10%, inferior a la media estatal del 94%: la alfabetización masculina es del 96,96%, y la alfabetización femenina del 89,89%.